# 多度道

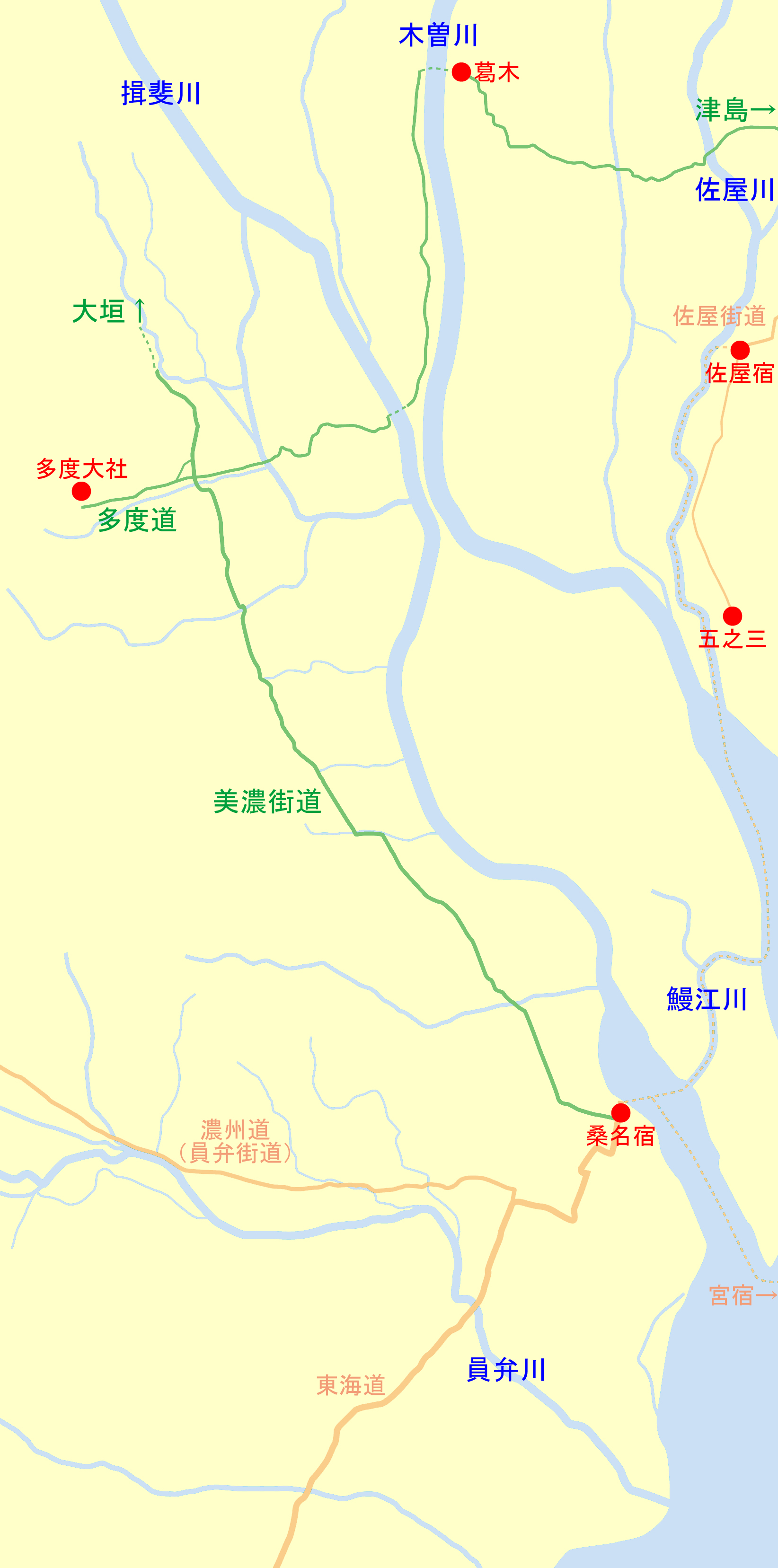
美濃街道と多度道（緑）および周辺の街道（橙）

多度道（たどどう）は、東海道・桑名宿から多度大社を結んでいた街道。

## 概要
多度道は桑名宿の七里の渡し付近で東海道から分岐し、揖斐川右岸沿いに北西へと続き、多度川を越えて西進すると多度大社に至る。
多度川を越えた地点から、多度山麓に沿って北へ進むと美濃国に入る。桑名は古くから木曽三川の上流に位置する美濃地方との交易が盛んであり、桑名宿から美濃国に至る街道を美濃街道と呼んだ。そのため、多度道は美濃街道から分岐した街道とするのが正確とも考えられる。
現在の桑名市多度町柚井の三叉路の碑には、多度大社から帰る参拝客への案内の目的で「右つしま左ミの道」と刻まれている。右側の道から揖斐川を渡り、千本松原から高須輪中の堤防を通り、葛木の渡しで木曽川を渡って津島へと至る道は、津島と多度を結ぶ近道とされていた。津島側では津島神社近くの天王川右岸堤防に1811年（文化8年）に多度道を示す道標が設置されたが、現在は天王川公園の堤防にその名残が残されている。
多度道の経路には現在は一部が国道1号が通っており、多度道に沿う形で養老鉄道養老線が整備されている。